# Parc éolien de Béganne
Le parc éolien de Béganne est un parc éolien construit sur le territoire de la commune de Béganne (Morbihan), le premier de France construit à l'initiative et grâce au financement de citoyens mobilisés.

## Histoire
En 2003, Michel Leclercq, professeur, commence à rassembler des voisins pour un projet d'implantation d'éoliennes. Le groupe grossit et finalement, un millier de personnes rassemblent 2,3 millions d’euros pour former l'actionnariat de la société Bégawatts. La commune de Béganne participe à hauteur de 2 000 euros, convaincue par l'impact positif sur l'image du territoire. Avec le concours de Cigales, des collectivités locales, du mouvement Énergie Partagée (500 000 euros) et des emprunts bancaires, le budget atteint 12 millions d'euros. Les banques participantes sont le Crédit Coopératif, la Nef, bpifrance et la néerlandaise Triodos Bank.
Le chantier débute à l'été 2013,. Le marché des turbines éoliennes est accordé à l'entreprise allemande REpower Systems SE, qui en fournit quatre d'une puissance nominale de 2,05 MW. Le parc est finalement inauguré le 14 juin 2014,.

## Caractéristiques
Le parc est composé de quatre éoliennes de 2 MW chacune, fournissant au total la consommation électrique de 8 800 personnes, soit la population du canton. L'électricité produite est injectée sur le réseau et initialement vendue à EDF avec un tarif de rachat garanti sur quinze ans, puis à Enercoop à partir de 2020. En 2015, le parc a produit 18 465 MWh, soit 1,5 % de plus que les estimations, ce qui a permis d'anticiper des remboursements bancaires.